# Supercoppa dei Paesi Bassi (calcio femminile)
La Supercoppa dei Paesi Bassi, in lingua olandese Supercup voor vrouwen e ufficialmente Supercup, è una competizione di calcio femminile organizzata dalla Federazione calcistica dei Paesi Bassi (KNVB), riservata a squadre di club che si tiene con cadenza annuale tra la campionessa dei Paesi Bassi in carica e la detentrice della Coppa dei Paesi Bassi.
Al 2024 la squadra di maggior successo nel torneo è il Twente, con tre trofei conquistati.

## Storia

### I primi anni
La Supercoppa femminile è stata organizzata per la prima volta dalla LOVV nella stagione 2004-2005, per passare in seguito sotto l'egida della Federcalcio olandese. La prima edizione, che ha visto scontrarsi le campionesse del Ter Leede e le vincitrici della coppa del Saestum, è stata vinta dal Ter Leede. Sia nel 2005 che nel 2006 è stato il Saestum ad aggiudicarsi la vittoria, rispettivamente contro l'Oranje Nassau e il Fortuna Wormerveer. Nel 2007 il trofeo è stato conquistato nuovamente dal Ter Leede, che ha battuto la finalista di coppa RVV Hercules, quest'ultimo in finale perché il Ter Leede aveva conquistato il double nella stagione precedente.

### Introduzione della Eredivisie
Dal 2007 è stata introdotta l'Eredivisie Vrouwen. Fino al 2007 la vincitrice della Hoofdklasse era automaticamente campione nazionale; nel 2008 l'AZ Alkmaar è diventata la prima vincitrice dell'Eredivisie e quindi campione nazionale. La partita del 2008 avrebbe dovuto essere tra l'AZ e il Twente, ma non si è svolta a causa di un'incomprensione tra il calcio amatoriale (che organizzava la partita fino a quel momento) e il calcio professionistico. A causa dell'inizio anticipato dell'Eredivisie, entrambi i club decisero infine di rinunciare alla partita.
La KNVB sperava di riprendere l'evento a partire dal 2009, ma ancora una volta la federazione non fu in grado di organizzare il torneo. L'AZ, ancora una volta campione nazionale, avrebbe dovuto affrontare il vincitore della coppa, il Saestum, che ha vinto la coppa dopo che la KNVB ha ritirato tutte le BVO dal torneo di coppa.
Il torneo è riuscito a riprendere il suo svolgimento nel 2010, con le squadre dell'AZ e dell'Utrecht si sono affrontate il 27 agosto, con quest'ultima che, per la prima volta dopo tre anni, si aggiudica il trofeo vincendo l'incontro per 3-1 dopo i tempi supplementari.
Nel 2011, con l'introduzione dei campionati congiunti tra le federazioni olandese e belga, venne istituita la BeNe SuperCup, optando per un diverso formato, poiché l'AZ, vincitore della coppa, ha sciolto la sua squadra.

### La ripresa
Con la sospensione della BeNe League nell'estate 2015, le rispettive federazioni ricominciarono ad organizzare i trofei solo in ambito nazionale, tuttavia nel Paesi Bassi, che in quel periodo avevano comunque continuato a disputare la Coppa nazionale di categoria non fecero altrettanto per la Supercoppa, che tornò a disputarsi solo nel 2022.

## Risultati
| Edizione                                     | Vincitore (volta) | Data              | Campione dei Paesi Bassi | Vincitore o finalista della Coppa dei Paesi Bassi | Risultato     | Sede                             |
| -------------------------------------------- | ----------------- | ----------------- | ------------------------ | ------------------------------------------------- | ------------- | -------------------------------- |
| 2004                                         | Ter Leede (1)     | 2004              | Ter Leede                | Saestum                                           | 0-0 (5-4 dtr) |                                  |
| 2005                                         | Saestum (1)       | 2005              | Saestum                  | Oranje Nassau                                     | 8-0           |                                  |
| 2006                                         | Saestum (2)       | 2006              | Saestum                  | WFC                                               | 2-1           |                                  |
| 2007                                         | Ter Leede (2)     | 2007              | Ter Leede                | RVV Hercules                                      | 3-0           |                                  |
| non disputata nel 2008 e 2009                |                   |                   |                          |                                                   |               |                                  |
| 2010                                         | Utrecht (1)       | 27 agosto 2010    | AZ Alkmaar               | Utrecht                                           | 1-3 (dts)     | Velsen, Sportpark Schoonenberg   |
| disputata come BeNe SuperCup nel 2011 e 2012 |                   |                   |                          |                                                   |               |                                  |
| non disputata dal 2013 al 2021               |                   |                   |                          |                                                   |               |                                  |
| 2022                                         | Twente (1)        | 11 settembre 2022 | Twente                   | Ajax                                              | 3-2           | Enschede, De Grolsch Veste       |
| 2023                                         | Twente (2)        | 2 settembre 2023  | Ajax                     | Twente                                            | 2-5           | Amsterdam, Sportpark De Toekomst |
| 2024                                         | Twente (3)        | 31 agosto 2024    | Twente                   | Ajax                                              | 6-1           | Enschede, De Grolsch Veste       |

## Statistiche

### Vincitrici e finaliste
| Squadra       | Numero di vittorie | Edizioni vinte   | Finali perse     |
| ------------- | ------------------ | ---------------- | ---------------- |
| Twente        | 3                  | 2022, 2023, 2024 | —                |
| Saestum       | 2                  | 2005, 2006       | 2004             |
| Ter Leede     | 2                  | 2004, 2007       | —                |
| Utrecht       | 1                  | 2010             | —                |
| Ajax          | —                  | —                | 2022, 2023, 2024 |
| AZ Alkmaar    | —                  | —                | 2010             |
| Oranje Nassau | —                  | —                | 2005             |
| RVV Hercules  | —                  | —                | 2007             |
| WFC           | —                  | —                | 2006             |